# Albán (Cundinamarca)
Albán è un comune della Colombia facente parte del dipartimento di Cundinamarca.
Il centro abitato venne fondato da Hermogenes e Sixto Duran nel 1882, mentre l'istituzione del comune è del 22 maggio 1903.